# Infopro Digital
 (août 2022).
Infopro Digital est un groupe technologique français qui conçoit de l'information, des données et des technologies à destination des professionnels.
En 2023, le groupe emploie plus de 4 000 collaborateurs dans 18 pays et son chiffre d'affaires de 580 millions d'euros.

## Historique
Le groupe Infopro Digital a été fondé en 2001 par Christophe Czajka, actuel président exécutif. Il est propriété du fonds d'investissement Towerbrook, depuis  2016
Infopro Digital s'est développé grâce à des acquisitions et vend des services pour plusieurs communautés professionnelles : la construction & le secteur public, l'automobile, les risques et assurances, l'industrie, et la distribution.
Depuis sa création, Infopro Digital a réalisé plus de 40 acquisitions, y compris des acquisitions transformationelles, telles que Haynes, DOCUgroup, Barbour ABI, Groupe Moniteur, et des transactions complémentaires, telles que les acquisitions d'Isi Condal, Gutwinski, Greenprofi, Bindexis et DriveRightData.

## Principales marques médias professionnelles
- Baublatt
- Baunetz
- Bouwkroniek
- L'Argus de l'assurance
- L'Usine digitale
- L'Usine nouvelle
- La Gazette des communes
- LSA - Libre Service Actualités
- Le Moniteur
- Risk.net
- WatersTechnology